# 奥斯曼帝国历史
奥斯曼帝國的历史始于東羅馬帝國的衰落。1299年，奥斯曼土耳其人部落領袖鄂圖曼一世自稱贝伊（即酋長、首領之意），正式建立鄂圖曼帝国，繼承了東羅馬帝國的文化及伊斯蘭文化，使東西文明得以統合。1453年，蘇丹穆罕默德二世攻陷君士坦丁堡，滅亡拜占庭帝國。16世紀初是鄂圖曼帝國的強盛時期，其疆域已包括以前的拜占庭帝國和阿拉伯的大部份領土。從塞利姆一世開始，蘇丹即自稱哈里發，雄踞伊斯蘭世界的領袖地位。18世紀，鄂圖曼帝國成為歐洲列強的角逐場。鄂圖曼帝国於19世紀初趨於末落，並最終於第一次世界大戰裡敗於協約國之手，鄂圖曼帝國因而分裂。1922年凱末爾領導起義，推翻帝國，擊退歐洲勢力，廢除了蘇丹和哈里發的制度，建立土耳其共和國，鄂圖曼帝國至此滅亡。

## 崛起

1300年至1683年之間鄂圖曼帝國的領土

奥斯曼帝国领土变迁

魯姆蘇丹國末期，其位于位於黑海和地中海間的安那托利亞高原上，分裂出許多由贝伊所統治的半獨立小侯國，這些小國家被统稱為安纳托利亚侯国。後来，鄂圖曼人崛起，建立了鄂圖曼王朝。在1300年，衰弱的东罗马帝國對其在安那托利亞的地區失去了控制，該地區由埃尔图鲁尔加齐之子奥斯曼一世率領的侯國統治，掌領安那托利亞西部的埃斯基謝希爾。奥斯曼一世將其國境擴張至東羅馬帝國的邊境，遷都於布爾薩，奥斯曼一世因而得到「卡拉」（Kara，在現代土耳其語有「黑暗」的意思，但在古土耳其語解作「勇敢」或「強大」）的綽號。奥斯曼一世被廣認為強而有力的領袖，即使在他逝世後，仍流傳著一句有數百年歷史的土耳其諺語：「他可能強如奥斯曼」。中古土耳其故事「奥斯曼之夢」亦擦亮了他的名聲，那是一個關於奧斯曼在年輕時預見鄂圖曼帝國而決定要征服各國的神話。在他在位時，一個正式的鄂圖曼政府設立起來，其後這個政府在帝國時期經歷了劇烈的轉變。此外，政府設立法律實體，稱為米利特，各宗教派別及少數民族可在米利特下享有一定程度的自治。
奥斯曼一世逝世後，鄂圖曼帝國的統治擴張至地中海東部及巴爾幹地區。1387年，威尼斯人治下的重鎮塞薩洛尼基被鄂圖曼帝國攻陷。1389年，鄂圖曼帝國在科索沃戰役的得勢導致塞爾維亞在巴爾幹半島的统治结束，去除了鄂圖曼帝國進軍歐洲的屏障。1396年的尼科波利斯戰役被視為中世紀最後一次大規模十字軍東征，但未能阻止鄂圖曼帝國繼續擴張。土耳其人對巴爾幹半島的支配持續擴張，故進攻君士坦丁堡是鄂圖曼帝國的關鍵目標。君士坦丁堡的周邊地區幾乎全部落入鄂圖曼帝國手中。1402年，帖木兒入侵安那托利亞，蘇丹巴耶塞特一世在安哥拉之戰兵敗被擒，使东罗马帝國得以苟延殘息。1402年後，鄂圖曼帝國對其佔據的部分巴爾幹地區暫時失去控制，在1430至1450年代間穆拉德二世在位期間恢復對該地區的控制。
巴耶塞特一世的被俘使土耳其人方寸大亂，巴耶塞特一世的兒子們為了爭奪帝位，在1402年至1413年爆發战争。穆罕默德一世繼位為蘇丹，結束了争位战争，標誌著大空位期的結束。穆罕默德一世的孫兒穆罕默德二世重組國家及軍事結構，並在1453年5月29日攻陷君士坦丁堡，當時的穆罕默德二世年僅21歲。君士坦丁堡成為鄂圖曼帝國的新首都，並開始使用羅馬皇帝的名號，但希臘及西歐都不承認穆罕默德二世負有這名號，而俄國沙皇也聲稱是東羅馬帝國的繼後者。為了鞏固其名號，穆罕默德二世希望可以奪取羅馬。1480年，鄂圖曼帝國佔領奧特朗托及普利亞，並深入義大利半島，但穆罕默德二世在1481年5月3日逝世，中止了鄂圖曼帝國的遠征。

## 扩张
鄂圖曼帝國在1453年至1683年間的歷史大致可分為兩個時期：1566年前的領土、經濟及文化擴張時期及其後的軍事及政治相對緩和的時期。

### 擴張及極盛

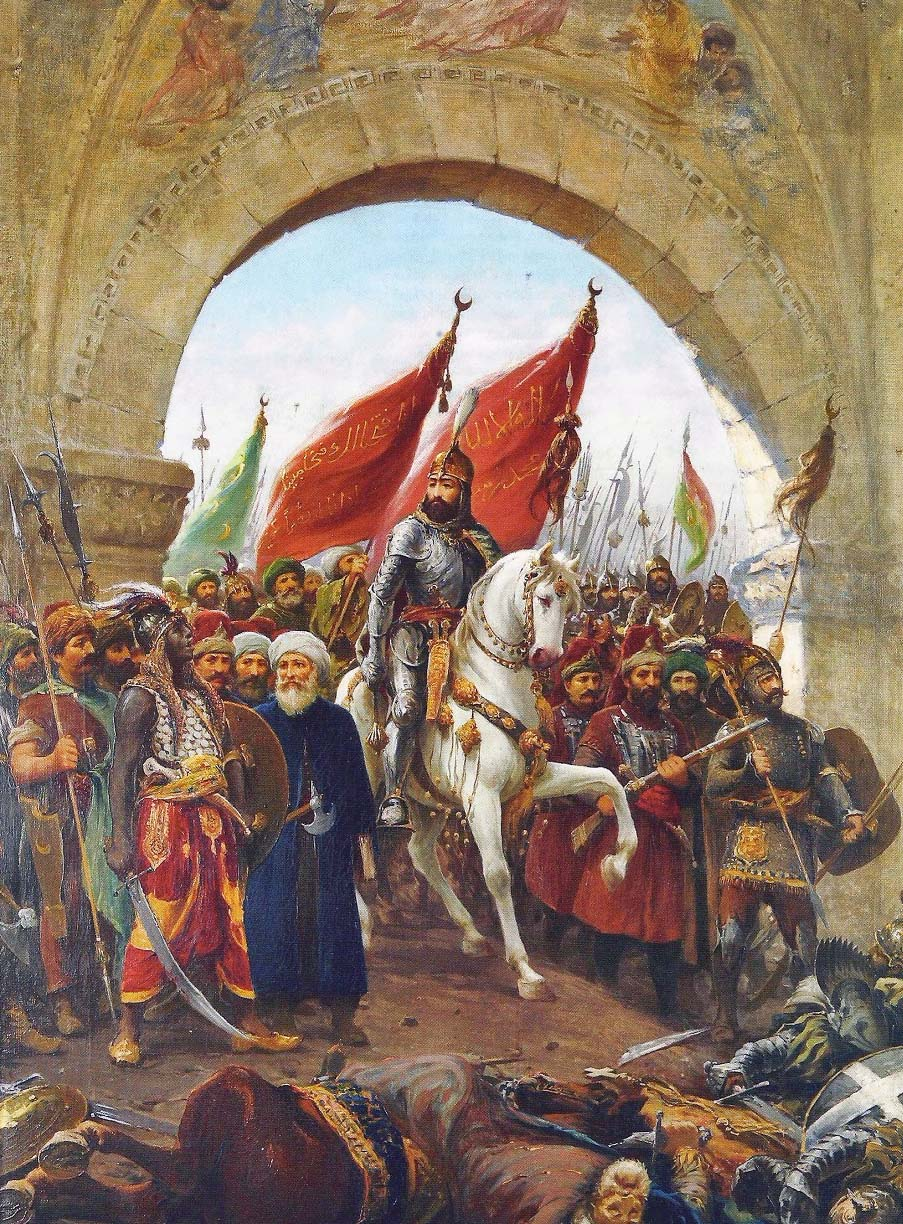
穆罕默德二世及其軍隊進入君士坦丁堡

鄂圖曼帝國在1453年征服了君士坦丁堡，穩固了帝國作為歐洲東南部及地中海東部地區霸主的地位，接下來帝國進入了漫長的征服擴張期，將疆域擴至歐洲及北非。鄂圖曼帝國的陸上擴張主要倚靠其軍事革新及軍紀，而其海軍亦對其征服活動起了重要的作用，在意大利城邦及葡萄牙人手裡爭奪及保障了黑海、愛琴海、地中海、紅海及印度洋的遠航路線。由於鄂圖曼帝國握有歐亞之間主要的陸路貿易路線，帝國的經濟因而蓬勃發展。鄂圖曼帝國對西歐及亞洲間貿易的壟斷經常被引證為西班牙女王支持克里斯托弗·哥倫布西航尋找亞洲海路的主要原因。1492年前已有人推測地球是圓的，然而哥倫布卻是第一位發現了可縮短需經鄂圖曼帝國往亞洲貿易的危險路線的方法。
鄂圖曼帝國在一些賢能蘇丹的統治下繁榮興盛。塞利姆一世在位時致力於向東及向南擴張，於1514年查爾迪蘭戰役擊敗了伊斯邁爾一世治下的薩非王朝。1517年，鄂圖曼帝國消灭埃及馬木留克王朝，其海軍勢力亦擴至紅海。此後，鄂圖曼帝國及葡萄牙帝國成為了地區最具支配地位的勢力。

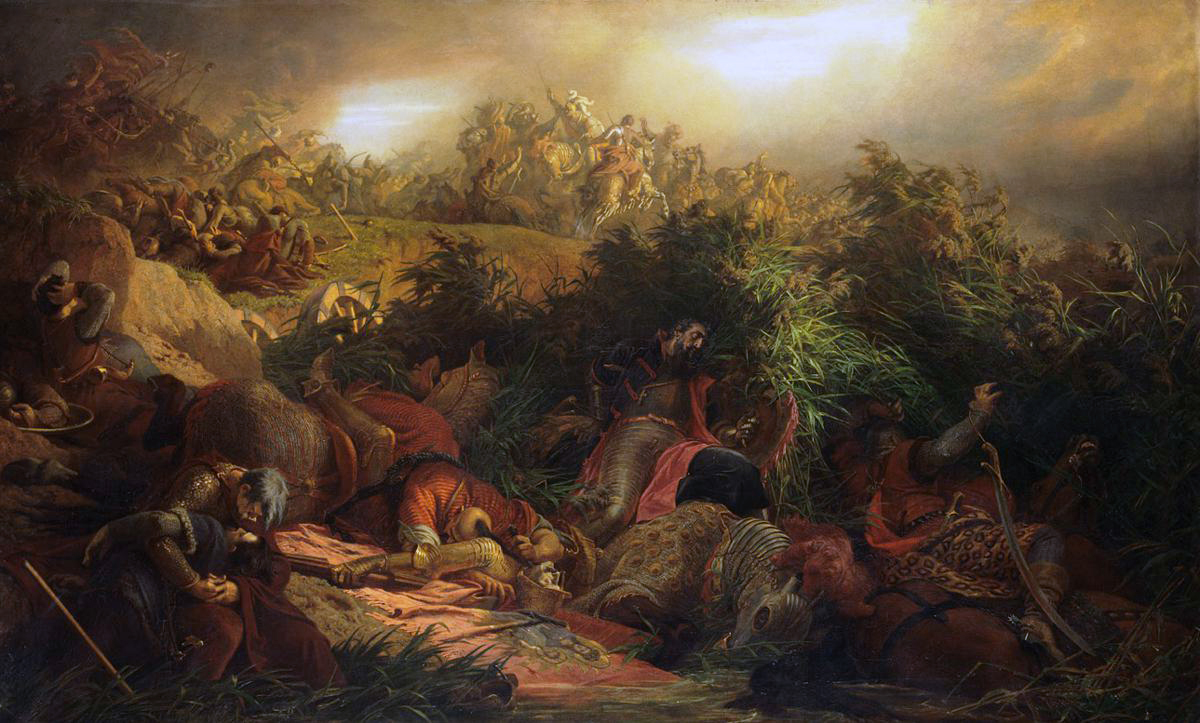
1526年的第一次摩哈赤戰役

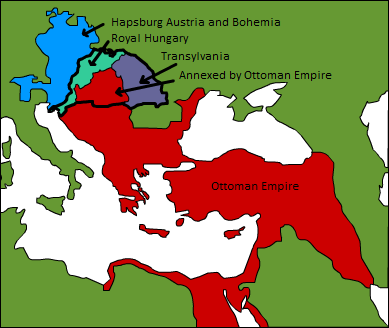
1526年後匈牙利領土的瓜分
皇家匈牙利
特兰西瓦尼亚
奥斯曼帝国
哈布斯堡奧地利

繼後的蘇萊曼一世並沒有停止征服步伐。1521年，鄂圖曼帝國攻陷貝爾格萊德，其後征服了匈牙利王國，並在現今匈牙利及中歐的所在地建立鄂圖曼帝國屬匈牙利（Ottoman Hungary）。1526年，土耳其人在第一次摩哈赤戰役得勝，並於1529年發動維也納之圍，但由於冬季的來臨而被迫撤退。1532年，鄂圖曼帝國舉兵逾25萬再次進攻維也納，但在維也納以南的克塞格被擊退。
1543年，鄂圖曼帝國繼續進逼，哈布斯堡王朝的統治者斐迪南一世在1547年正式承認鄂圖曼帝國對匈牙利的宗主權。在蘇萊曼一世治下，特蘭西瓦尼亞、瓦拉幾亞及反覆無常的摩爾多瓦都成為帝國的附屬國，須向帝國納貢。在東面，鄂圖曼帝國在波斯人手裡奪取巴格達，得以掌控美索不達米亞及波斯灣，開啟了300多年的奧斯曼-波斯戰爭。在蘇萊曼一世統治時期的末段，帝國的總人口多達1,500萬人。

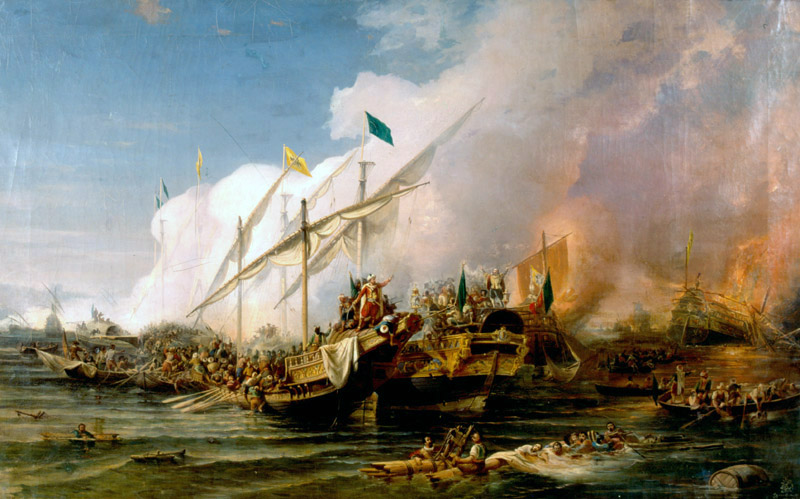
1538年，巴巴羅薩·海雷丁於普雷韋扎戰役擊敗查理五世的神聖聯盟。

在塞利姆一世及蘇萊曼一世時期，帝國擁有強大的海軍力量，能控制地中海大部分地區。帝國海軍司令巴巴羅薩·海雷丁在蘇萊曼一世時期帶領鄂圖曼帝國海軍多次擊敗基督教國家的海軍，包括征服了西班牙的突尼斯及阿爾及利亞。鄂圖曼海軍協助穆斯林及猶太人在西班牙宗教裁判所時期逃離西班牙，並護送他們抵達鄂圖曼帝國（特別是塞薩洛尼基、賽普勒斯及君士坦丁堡）。1543年，鄂圖曼海軍佔領神聖羅馬帝國的尼斯，這是由法國國王弗朗索瓦一世促成的。法國及鄂圖曼帝國因與哈布斯堡王朝於中歐及南歐的敵對而聯合起來，成為當時的強大聯盟，這是一個軍事及經濟聯盟，鄂圖曼帝國允許法國可在帝國內貿易而免收徵稅。事實上，當時的鄂圖曼帝國是歐洲相當重要及受接納的政體，帝國與法國、英格蘭王國及荷蘭共和國締結軍事同盟，對抗西班牙哈布斯堡王朝、意大利及奧地利大公國。
隨著16世紀的發展，鄂圖曼帝國的海軍力量受到冒起的西歐勢力挑戰，特別是在波斯灣、印度洋及摩鹿加群島一帶受到葡萄牙威脅。由於鄂圖曼帝國封鎖了向南及向東的海路，歐洲各國只得另覓路徑。在陸上，鄂圖曼帝國被奧地利的戰爭及波斯這兩條戰線困擾，維持戰爭所需的資源、後勤補給及通訊因距離過遠而變得困難，使海軍無法維持。

### 叛變及中興
蘇萊曼一世逝世後，鄂圖曼帝國的領土擴張逐漸放緩。西歐海事力量的增長、發展由歐洲前往亞洲的海路及新大陸破壞了帝國的經濟發展。以往有效的軍事及官僚體制因蘇丹的管治失當而變異。雖然帝國面對著這些困難，它仍然是歐洲的主要擴張勢力，直至1683年的維也納之戰，維也納之戰標誌著鄂圖曼帝國終止向歐洲繼續擴張。
歐洲各國開始著手應付鄂圖曼帝國對陸路貿易通道的控制。西歐國家繞過帝國的貿易壟斷，建立她們的海路通往亞洲。從新大陸大量湧入的白銀導致鄂圖曼貨幣的貶值及通膨，這對鄂圖曼社會的各階層有嚴重的負面影響。塞利姆二世時期的大維齊爾索庫魯·穆罕默德帕夏開始進行蘇伊士及伏爾加航道的開發，以挽救經濟，但這些計劃在後來被取消。
1571年焚燒莫斯科後，鄂圖曼帝國支持的克里米亞可汗德夫莱特·格莱計劃征服俄國。翌年，克里米亞軍在摩洛迪戰役被擊敗。當時的克里米亞汗國無疑是東歐的一個強大勢力，直至十七世紀末。

勒班陀戰役

在南歐，腓力二世領導的天主教聯盟在地中海挑戰鄂圖曼的海軍，他們在勒班陀戰役擊敗鄂圖曼艦隊，對於鄂圖曼海軍不敗的姿態造成打擊。現今的史學家認為，勒班陀戰役的象徵意義重於軍事。在鄂圖曼海軍戰敗後的六個月內，一支約250艘戰船、其中八艘配備現代三桅帆裝軍備的新艦隊建成。在君士坦丁堡的碼頭，造船高峰時每天都有船艦落成。鄂圖曼帝國大維齊爾在與威尼斯的部長討論時說：「在我們奪取塞浦路斯時，我們除去了你們的一支軍隊，而你們擊敗了我們的艦隊也只不過是刨掉了麵包的一層皮。」鄂圖曼海軍驚人的恢復能力使威尼斯於1573年簽訂和約，帝國得以在北非擴張及鞏固其地位。

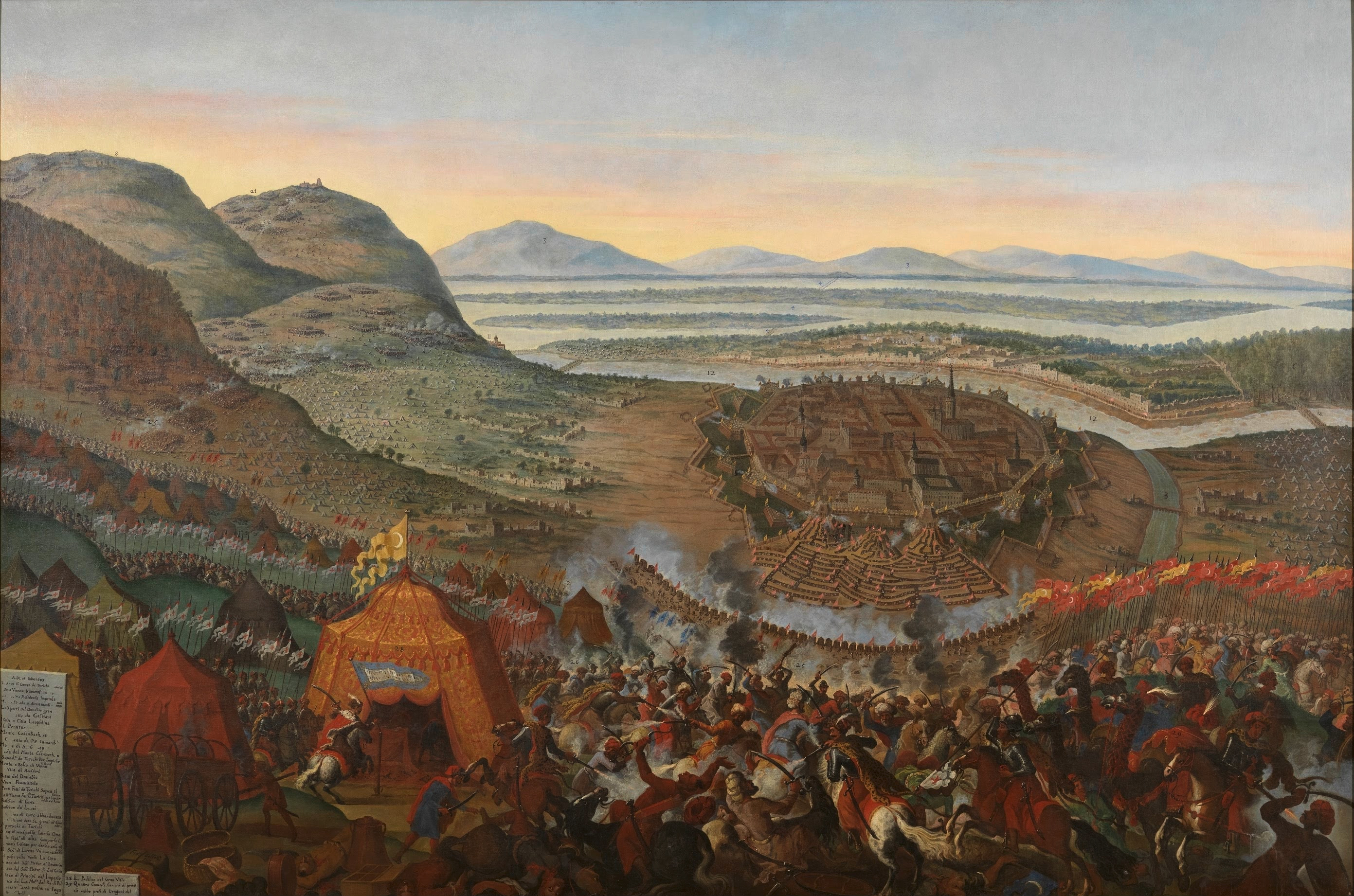
1683的維也納之戰

哈布斯堡王朝的邊界則沒有太大的變動，只有多次爭奪個別要塞的小型戰役。這是由於歐洲發展了星形要塞，這是奧地利在邊界建造的一種低堡要塞，這種要塞須經長期圍攻方可攻破。鄂圖曼帝國對這種堡壘毫無辦法，帝國以往所使用的大炮都變得無效。這亦反映出其地理限制，在初春至晚秋的戰爭季節裡，鄂圖曼帝國軍從君土坦丁堡進軍，維也納是帝國軍的最遠點。此外，帝國亦須在前線部署軍力，一方面須防範奧地利人，另一方面又要對抗什葉派穆斯林的薩非王朝。
在戰場上，鄂圖曼帝國逐漸被歐洲的軍事技術趕過，宗教及知識份子保守派的壯大扼殺了帝國的軍事革新。歐洲軍事革命對戰略及軍備的改變使以往令人聞風喪膽的西帕希騎兵的威脅減弱。在對抗哈布斯堡王朝的冗長戰爭裡，帝國需要大量配備火器的步兵，於是放寬募兵政策，使土耳其新軍的數量大為提高，但卻引起了軍紀、兵士素質等問題，政府甚至需要應付軍士嘩變。歐洲提倡火槍而發展的長矛與火槍及綫性戰術對鄂圖曼帝國軍造成致命打擊。帝國軍招募了一些非正規的狙擊手應付戰爭，一些狙擊手于復員後在傑拉里叛亂（Jelali revolts）裡淪為土匪，傑拉里叛亂讓安那托利亞在十六世紀末及十七世紀初陷入無政府狀態。至1600年，鄂圖曼帝國的人口達到三千萬，對土地短缺的訴求亦對政府構成壓力。
不過，十七世紀並非單純是鄂圖曼帝國的滯止及衰退期，這亦是帝國及其體制開始適應內外新的壓力及事物的時期。
原本在帝国的早期，一位苏丹驾崩之后、其继任者继位之前往往有一段空位时期，这是因为当时帝国的皇位继承制度像史学家描述的那样，是“适者生存，而不是长子继承”：当一位苏丹驾崩后，他的儿子们不得不为了皇位兄弟相残，最终胜利者方能继任苏丹，并可任意处决兄弟。因为儿子们的内讧和兄弟相残的发生，苏丹驾崩和其继任者继位经常不在同一天。1603年穆罕默德三世驾崩后，只有两个儿子13岁的艾哈迈德一世和12岁的穆斯塔法。如仍按先例处决穆斯塔法，则一旦艾哈迈德无后而亡皇室就将绝嗣，加上艾哈迈德对弟弟的喜爱，穆斯塔法仅被囚禁而免于一死，新苏丹杀光兄弟的先例被打破。
蘇丹女權時期（1648年－1656年）是帝國後宮對政治有很大影響力的一個時期，由太后代表兒子行使權力，這並非前所未有，许蕾姆苏丹在1530年代初繼承艾謝·哈芙莎蘇丹成為蘇丹皇太后，她被威尼斯駐君士坦丁堡大使安德里亞·傑里迪形容為「極度善良、有膽識及聰慧的女人」。由於易卜拉欣一世無力管治國家，以及年幼的穆罕默德四世於1646年登位，政務就交帝國後宮治理，這時期最著名的女性是柯塞姆蘇丹及其儿媳婦杜亨·哈提婕。在柯塞姆蘇丹廢黜穆罕默德四世的計畫洩漏後，哈提婕的支持者在1651年將柯塞姆蘇丹殺害。
接下來帝國進入科普魯律時期（1656年－1703年），在這段時期，帝國由科普魯律家族的成員出任大維齊爾。1656年9月15日，時年八十歲的科普魯律·穆罕默德帕夏得到杜亨·哈提婕保證帝國後宮不會干預他處理政務。科普魯律·穆罕默德·帕夏是一位激進的保守執法者，他恢復了中央權力及帝國的軍力，其子及繼承人科普魯律·法奇爾·艾哈邁德（Köprülü Fazıl Ahmed）奉行其父的路線。科普魯律家族重振軍威的成果可見於重奪特蘭西瓦尼亞、1669年征服克里特及1676年擴張至烏克蘭南部，佔領霍京、卡緬涅茨-波多利斯基及波多利亚地區。
1683年5月，剛得到重振的軍事力量再遭到毀滅，卡拉·穆斯塔法·帕夏舉兵再次進攻維也納，鄂圖曼帝國軍被波蘭國王約翰三世領導的哈布斯堡王朝、德國及波蘭聯軍擊敗。《卡尔洛夫齐条约》的簽訂終止了大土耳其戰爭，使鄂圖曼帝國軍須首次割讓其控制的歐洲領土，包括鄂圖曼帝國匈牙利。自此，帝國無力再對歐洲奉行擴張政策，在歐洲戰線上只得採取防守。在這時期，只有兩位蘇丹可對帝國實施有效的政治及軍事管治。穆拉德四世重奪埃里溫及巴格達，中央權力再次得到重視。穆斯塔法二世在1695年至1696年反攻哈布斯堡王朝的匈牙利，但在桑達大敗。

## 滯止及改革
在滯止期，帝國的許多巴爾幹領地落入奧地利手中，而名義上歸鄂圖曼帝國的管治的埃及、阿爾及利亞實際上已獨立，後來受到英國及法國的控制。在十八世紀，中央政府給予地方統治者及領導不同程度的地區自治。在十七世紀至十九世紀間，俄國與鄂圖曼帝國爆發了一系列的戰爭。
歷史學家認為鄂圖曼帝國長期的滯止是改革失敗的時代。奥斯曼帝國在這時期進行過科學及教育改革，包括建立高等教育機構，如伊斯坦堡科技大學。鄂圖曼帝國的科學及技術處於中世紀時代，這是鄂圖曼學者將伊斯蘭的哲學及數學、中國的火藥及磁鐵羅盤知識綜合得來。在這時期，科學的影響力大不如前，一些作家的同業工會抨擊印刷機為「魔鬼的發明」。西方的活字印刷術在1450年由約翰內斯·古騰堡發明，1493年由西班牙的塞法迪猶太人引入鄂圖曼，塞法迪猶太人從西班牙宗教裁判所逃出後移居到奥斯曼帝國。
鬱金香時期是以蘇丹艾哈邁德三世喜愛的花卉而命名，鬱金香亦可象徵其任內的和平統治。帝國對歐洲的政策在這時改變，在1712年鄂圖曼帝國在第三次俄土戰爭裡取得勝利及簽訂《帕薩羅維茨條約》後，在1718至1730年間，地區都處於和平狀態。帝國在巴爾幹的邊疆城鎮加強防禦工事，以防範歐洲的擴張。一些初步的改革開始實施，如降低稅率，以嘗試改善帝國的形象，國內開始出現私人投資及企業家。
鄂圖曼帝國軍事改革在塞利姆三世在任時開始，他是第一位嘗試沿用歐洲路線將軍事現代化的蘇丹，然而這些改革卻被反動分子妨礙，阻力來自宗教領袖及土耳其新軍，當時的土耳其新軍已失去控制及效用，他們對貧窮的不滿及反對變動觸發了叛變。塞利姆三世的改革終招致殺身之禍，其繼承者馬哈茂德二世在1826年對土耳其新軍進行了改革，壓制了叛變。

## 衰落及現代化

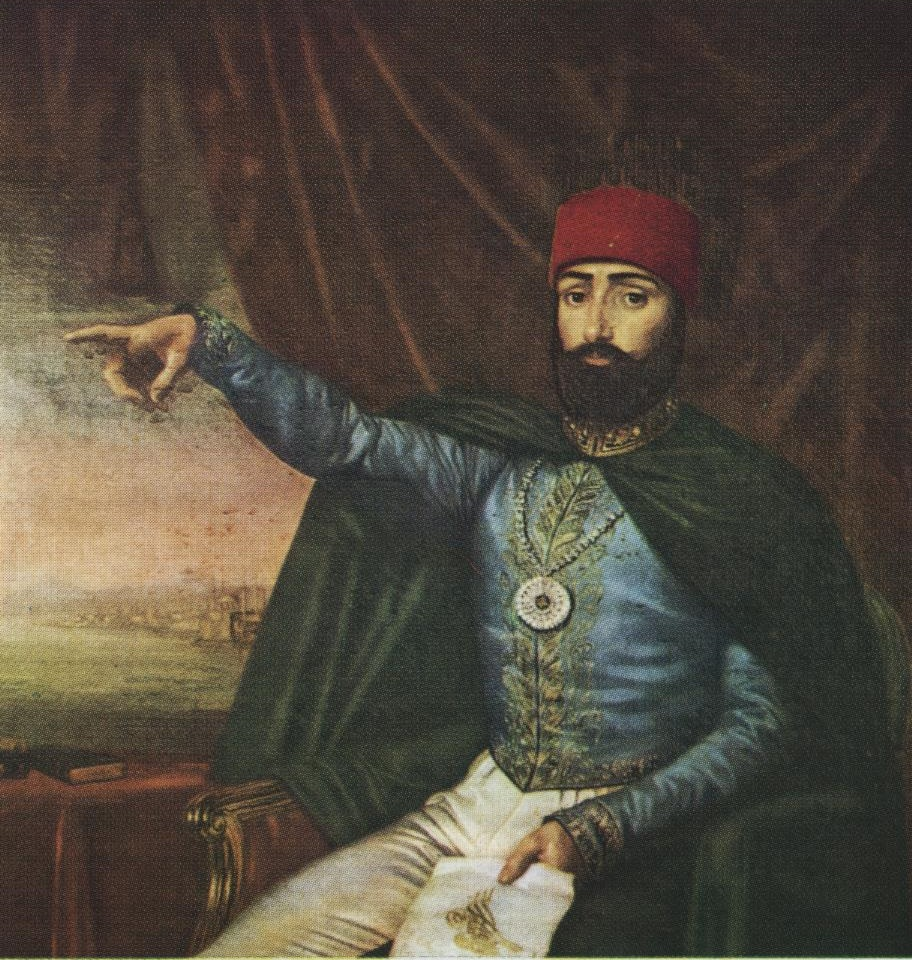
1839年，馬哈茂德二世頒佈坦志麥特法令，開始將土耳其現代化，直接帶來的影響涉及歐式服裝、武器、農業及工業改革、建築、教育、法律、典章制度及土地改革。

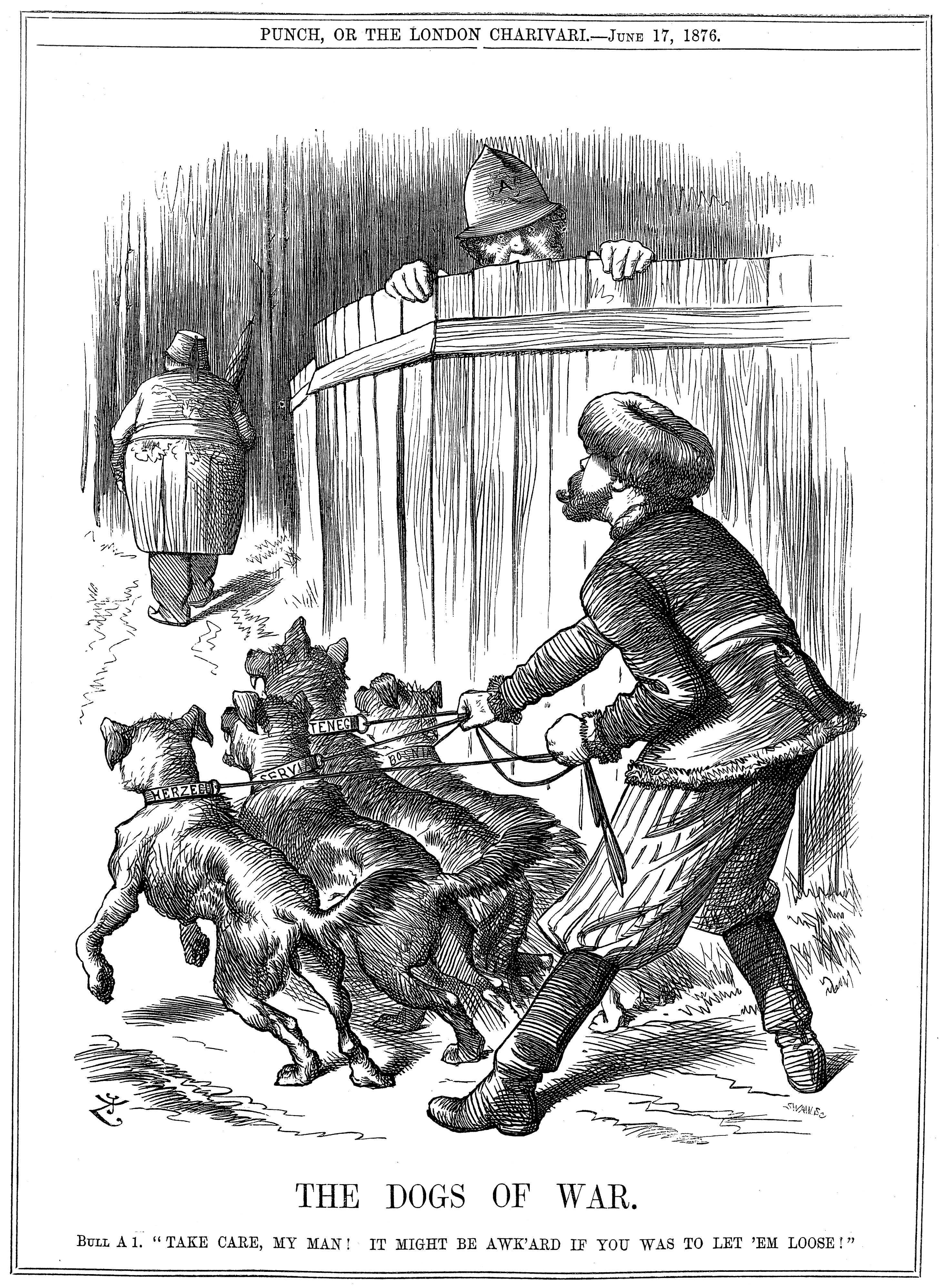
1876年《笨拙》雜誌的漫畫，顯示俄羅斯帝國慫恿巴爾幹攻擊鄂圖曼帝國，而警察約翰牛（英國）則警告俄國要小心行事。一年後，得到俄羅斯支持的塞爾維亞及黑山向奥斯曼帝國宣戰。

鄂圖曼帝國的衰落被歷史學家認為是帝國現代化的時期。帝國在前線失去不少領土，中央政府的衰弱導致管治不穩，帝國在坦志麥特時期試圖對帝國進行改革及重組。在坦志麥特時期，帝國須應對外國的入侵，帝國獨力難支，於是開始與歐洲國家結盟，如法國、荷蘭、英國等。在克里米亞戰爭，鄂圖曼帝國聯合英國、法國等國抵抗俄國。
坦志麥特時期一系列的憲政改革包括建立現代化軍隊、改革銀行系統，以現代工廠取代同業公會。1856年，哈特-艾·于馬雲（Hatt-ı Hümayun）法令保證所有鄂圖曼帝國的公民，不論種族及信仰，都享有平等的地位，把1839年哈特-艾·沙里夫（Hatt-ı Şerif）法令的內容進一步擴充。基督教米利特享有特權，如1863年的亞美尼亞國民憲法（Armenian National Constitution）是底萬批准的法規，包括150條條文，由亞美尼亞知識份子及新成立的亞美尼亞國民議會草擬。一部稱為坎寧-厄·埃沙西（Kanûn-ı Esâsî，鄂圖曼土耳其語解作「基本法」）的憲法使改革時期達到頂峰，該憲法由新鄂圖曼人的成員編寫，於1876年11月23日發佈，為國民建立了自由及平等的概念。
一次立憲時期維期甚短，但其意念（鄂圖曼化）對改革派新奥斯曼人具有影響，新鄂圖曼人在西方大學接受過教育，他們相信君主立憲制能解決帝國社會不穩的問題。1876年的一次軍事政變廢黜了蘇丹阿布杜勒阿齊茲，穆拉德五世繼位，因精神問題，穆拉德五世在上任短短數個月內再遭廢黜。1876年12月23日，一如人們所期待，繼位的阿卜杜勒-哈米德二世宣佈實行君主立憲制，然而，憲政下的議會運行了僅僅兩年就被蘇丹封禁，但沒有被廢除，其後礙於壓力下，議會再度召開，坎寧-厄·埃沙西的有效性被降至最低。
在十九世紀，民族主義的興起橫掃許多國家，鄂圖曼帝國亦不能倖免。民族意識與公民民族主義意識的增長令西方的國家主義思想引入鄂圖曼帝國，使帝國須應付國內外的民族主義。國內滋生了不少革命政黨。民族主義興起對十九世紀的帝國影響深遠，還影響著二十世紀初帝國的國策。許多鄂圖曼土耳其人質疑當時的國家政策，一些人認為種族衝突源自外部，與行政無關。帝國在那時沒有取得太大的成就，她應付民族主義的能力也被受質疑。1829年，希臘在希臘獨立戰爭後宣佈獨立。改革未能抑制多瑙河大公國及塞爾維亞的民族主義興起，兩地已處於半獨立狀態。1875年，塞爾維亞、黑山、瓦拉幾亞及摩爾多瓦宣佈脫離帝國獨立。1877年至1878年的俄土戰爭正式確立了塞爾維亞、羅馬尼亞、黑山及保加利亞的獨立。波斯尼亞被奧地利帝國佔據，巴爾幹其他地區仍舊置於鄂圖曼帝國的控制。在這反殖民化的浪潮裡，塞爾維亞裔猶太人居達·阿勒卡萊（Judah Alkalai）鼓吹在巴勒斯坦建立猶太人的國度。土耳其人在俄土戰爭失敗，奥斯曼帝國以賽普勒斯換取英國在柏林會議的支持。在1798年被拿破崙一世佔領的埃及在1801年由鄂圖曼及英國聯軍奪還，1882年，英軍以整頓治安為藉口佔據埃及，在法律上，埃及和蘇丹仍是鄂圖曼帝國的省份，直到1914年。在第一次世界大戰，鄂圖曼帝國加入同盟國，英國隨即吞併埃及和蘇丹。在1830年至1912年間，鄂圖曼帝國在北非的省份盡失，即阿爾及利亞（1830年被法國佔領）、突尼西亞（1881年被法國佔領）及利比亞（1912年被意大利佔領）。
帝國未能向歐洲銀行償還國債，導致鄂圖曼國債機構（Ottoman Public Debt Administration）的成立。十九世紀末，帝國沒有被西方勢力完全佔領是由於權力平衡的概念，奧地利及俄羅斯都希望藉鄂圖曼帝國的衰落提高影響力及擴張領土，但英國竭力抑制他們，擔憂俄國會支配地中海東部。

## 解體

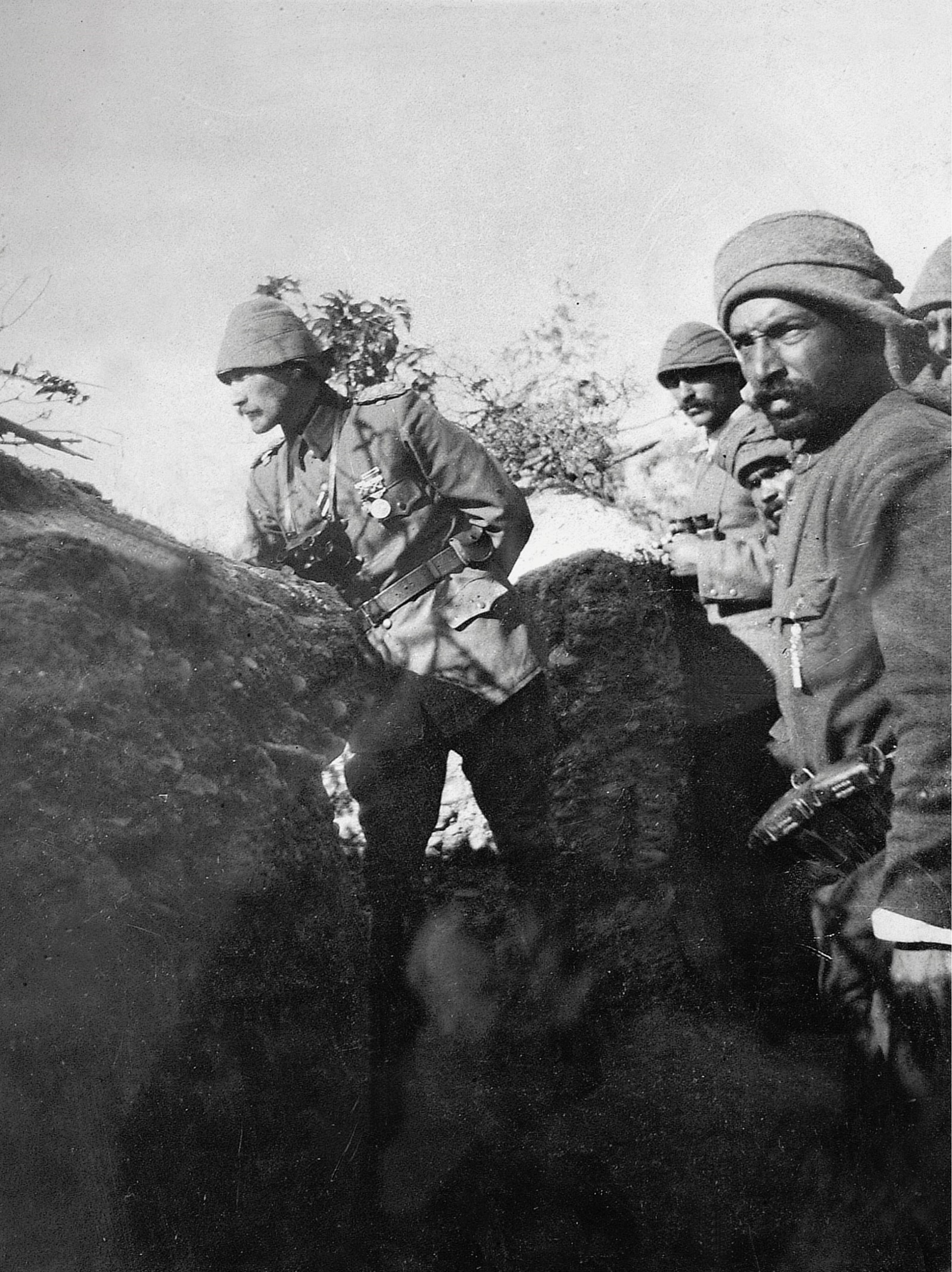
穆斯塔法·凱末爾·阿塔图爾克在加里波利的壕溝裡

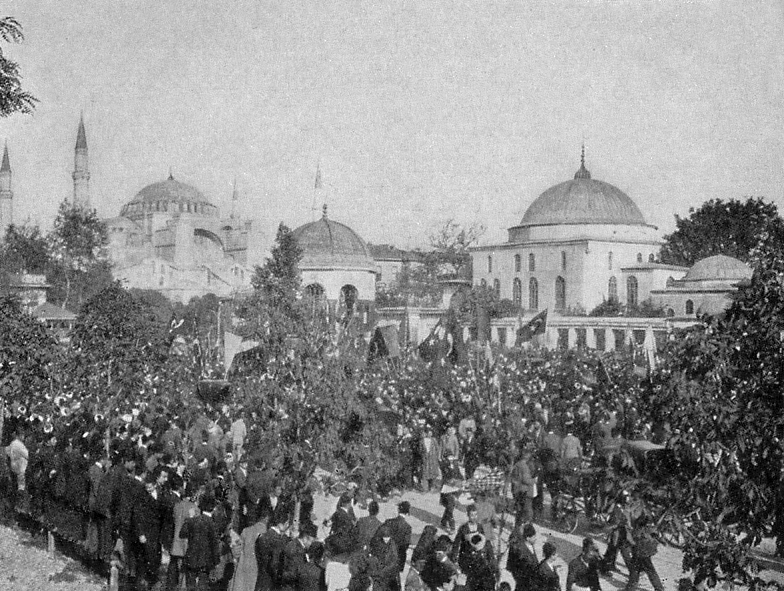
1908年伊斯坦堡的民眾示威

青年土耳其人革命及蘇丹宣佈復行1876年憲法、恢復議會後，鄂圖曼帝國踏入二次立憲時期，對鄂圖曼帝國的解體有重要的作用。在這時期，政務被聯合進步委員會掌控。奧匈帝國乘鄂圖曼帝國陷於國內鬥爭在1908年吞併波斯尼亞和黑塞哥維那。在1911年的意土戰爭，巴爾幹同盟向鄂圖曼帝國宣戰。帝國在巴爾幹戰爭裡失去了巴爾幹的領地，除了色雷斯及埃迪爾內。德國控制的巴格達鐵路成為國際局勢緊張的源頭，是第一次世界大戰的肇因之一。鄂圖曼帝國在戈本號及布累斯勞號的追擊（Pursuit of Goeben and Breslau）及介入中東戰線後正式參戰。在戰爭初期，鄂圖曼帝國取得多次重要的勝利，如加里波利之戰和卡塔之圍。鄂圖曼帝國也遭遇不少挫敗，如在高加索戰役敗予俄國。1916年的阿拉伯起義讓鄂圖曼帝國在中東戰線的良好形勢逆轉。
內政部長穆罕默德·塔拉特憂慮帝國內亞美尼亞人可能成立第五縱隊，下令逮捕亞美尼亞領袖，要求實施特西爾法，開始大規模驅逐及屠殺亞美尼亞人，強行將數千人帶到敍利亞沙漠的營地，事件演變成種族滅絕，估計有150萬亞美尼亞人因飢餓、缺水、暴曬、盜賊掠奪而死亡，是為亞美尼亞種族大屠殺。亞美尼亞人遂以凡城抵抗戰及成立西亞美尼亞政府（Administration for Western Armenia）作為回應。鄂圖曼帝國政府則指責亞美尼亞人在安那托利亞西部勾結入侵的俄國軍隊，俄軍裡就有亚美尼亚志愿军。

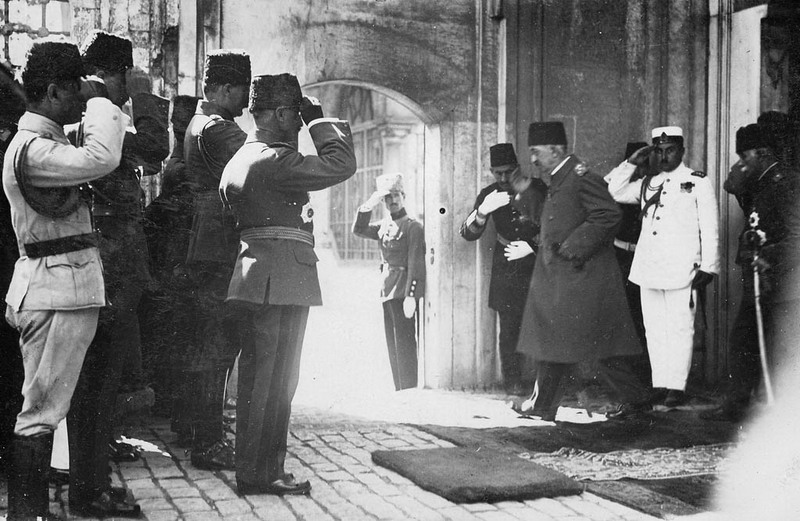
鄂圖曼帝國最後一任蘇丹穆罕默德六世離開土耳其

至1918年，葉門和麥地那是鄂圖曼帝國在阿拉伯半島僅存的領地，《穆德洛斯停戰協定》簽訂後，鄂圖曼帝國被迫交出也門和麥地那，而在1917年俄國革命後鄂圖曼帝國奪取的格魯吉亞、亞美尼亞及阿塞拜疆都須一併交出。《色佛爾條約》的條約確立了鄂圖曼帝國的分裂。現時，在鄂圖曼帝國土地上建立起來的新國家達40個（包括備受爭議的北賽普勒斯土耳其共和國）。戰後安那托利亞地區的農民僅及戰前的四成，第一次世界大戰鄂圖曼帝國的傷亡重大。
佔領君士坦丁堡及佔領伊茲密爾激使土耳其國民運動的成立，國民運動在穆斯塔法·凱末爾·阿塔图爾克領導下在土耳其獨立戰爭獲勝。1922年11月1日，蘇丹制被廢除，最後一任蘇丹穆罕默德六世於11月17日離開土耳其。新成立的土耳其大國民議會在1923年簽訂的《洛桑條約》得到國際承認。1923年10月29日，大國民議會宣佈土耳其共和國成立。1924年3月3日，哈里發制被廢除。鄂圖曼皇室被列為不受歡迎人物且被驅逐出境。50年後的1974年，大國民議會才准許鄂圖曼皇室的後裔獲取土耳其公民身份。

## 淪亡
鄂圖曼帝國淪亡的主因是其經濟結構的崩壞，以及因幅員廣大而未能統合各地的經濟。另外，帝國的通訊技術不足以聯繫所有領土。奥斯曼帝國淪亡的環境與羅馬帝國衰落時相似，特別是國內種族間的緊張關係及政府未能調和種族問題。坦志麥特時期進行有關提高文化權利、公民自由及議會制度的改革開展得太遲，未能阻止十九世紀初民族主義崛起及國家分裂的潮流。